# Jean-Philippe-Gui Le Gentil Paroy
Pour les articles homonymes, voir Le Gentil et Paroy.
Jean-Philippe-Gui Le Gentil, marquis de Paroy est un peintre français né à Paris le 9 juin 1750 et mort le 22 décembre 1824.

## Biographie
Dès l’enfance, et malgré l’opposition de son père, le marquis Guy Le Gentil de Paroy (1728-1807), il cultiva les arts, mais n’en suivit pas moins la carrière des armes et se trouvait lieutenant-colonel lorsque éclata la Révolution. Le marquis de Paroy donna alors sa démission pour suivre ses goûts artistiques. Il défendit Louis XVI pendant la journée du 10 août, n’émigra point et se fit par son talent des protecteurs, grâce auxquels il parvint, sous la Terreur, à sauver son père, ancien député du côté droit à la Constituante et qui avait été arrêté à Bordeaux.
Sa gravure, intitulée la Moderne Antigone, représentant Louis XVIII quittant Mittau dans la neige, appuyé sur le bras de la duchesse d’Angoulême (1800), eut un très grand succès et l’auteur eut beaucoup de peine à la soustraire à la police consulaire.
Tout en vivant du produit de son pinceau et de son burin, il inventa un vernis à faïence, entremêlé de poudre d’or, d’un très bel effet, et un ingénieux procédé de stéréotypage, surpassé depuis par d’autres découvertes. En même temps il fit un grand débit de tabatières en buis, sur lesquelles il peignait des fables de La Fontaine.
On a de lui Opinions religieuses, royalistes et politiques de M. A. Quatremère de Quincy (Paris, 1816, in-8°), libelle contre ce savant qui s’était prononcé contre l’entrée de Paroy à l’Institut ; Précis historique de l’origine de l’Académie royale de peinture, sculpture et gravure, de sa fondation par Louis XIV, etc. (Paris, 1816) ; Précis sur la stéréotypie (Paris, 1822, in-8°).